# نائب رئيس وزراء اليمن
يتم تعيين نائب رئيس مجلس الوزراء وفقاً للدستور اليمني، من قبل رئيس الجمهورية، وعادة ما يكون وزيراً للداخلية.

## وصلات خارجية
- - Rulers